# 林仁杰
林仁杰（1968年09月4日—），台灣演員、舞台劇導演、音樂創作人。國立臺北藝術大學戲劇系畢業。

## 演出

### 電視劇
- 《載我回甲仙》 男主角:陳木松   (公視，人生劇展)
- 《東門四少》   客串: 混混      (臺視)
- 《小宇宙大世界》  林議員       (JET TV)
- 《白袍的約定》(EP11.12)  阿銘  (大愛電視劇)
- 《家好月圓》 游家 大姐夫       (大愛電視劇)
- 《愛在陽光下 (電視劇)》 李偉嵩家  二哥   (大愛電視劇)
- 《幸福魔法師 (大愛劇場)》 林小燕家  大哥   (大愛電視劇)

### 廣播主持
- 《陽光好厝邊》  葉欣/林仁杰 主持    (每日廣播)

### 舞台劇
- 《結婚？結昏》      樂手       (綠光劇團) [2]
- 《都是當兵惹的禍》 樂手       (綠光劇團)
- 《小王子》     導演/劇本改寫  (台中市立文化局兒童劇團)
- 《誰來我伴》     導演/劇本改寫  (大開劇團) [3]
- 《風微微、水清清、溪溝過一生》   編劇  (大開劇團)
- 《泰安追火車》  編劇/演員    (大開劇團)
- 《眷村文化節》   影像導演    (大開劇團)

### 歌舞劇音樂創作
- 《豬騾雞公園》作曲．攝影及紀錄片製作 (台中市立文化局兒童劇團)
- 《一片披薩一塊錢》作曲  (藍天空劇團/國家戲劇院十月童話列車)
- 《圍牆的秘密》 作曲   (台中市立文化局兒童劇團)
- 《香蕉新天堂》 作曲   (青年劇團/青年高中)
- 《小美人魚》   作曲   (藍天空劇團/青年劇團/青年高中) [4]
- 《魔法玻璃鞋》 作曲   (藍天空劇團)
- 《童話家家酒》 作曲   (藍天空劇團)[5]

## 經歷
- 1995 華崗藝校專任教師
- 華陞傳播  剪輯

## 電影
- 《牯嶺街少年殺人事件》

## 腳註
1. ↑  [公視：載我回甲仙。本劇獲金鐘獎最佳劇本提名。]
2. ↑  .   [2012-10-19]. （原始内容存档于2021-01-24）.
3. ↑  大開劇團官網 的存檔，存档日期2012-10-05.
4. ↑  《小美人魚》。  （页面存档备份，存于） 組曲節錄
5. ↑  錢康明，2006，〈一齣兒童劇的形成--以《魔法玻璃鞋》為例〉，碩士論文，國立台東大學兒童文學研究所，頁208。

## 外部連結
- 林仁杰在互联网电影资料库（IMDb）上的資料（英文）（英文）
- 林仁杰在香港影庫上的簡介
- 林仁杰在时光网上的簡介（简体中文）